# كوثر علي
كوثر علي (البنغالية: কাওসার আলী؛ مواليد 20 نوفمبر 1958) هو لاعب ومدرب كرة قدم وهوكي وطني بنغلاديشي سابق.

## النشأة
تخرج كوثر علي من مدرسة جاشور زيلا.

## المسيرة المهنية

### كرة القدم
بدأ علي مسيرته الكروية مع فريق مقاطعة جيسور في عام 1974 واستمر في تمثيل الفريق لمدة اثني عشر عامًا، وساعدهم على الفوز بـبطولة كرة القدم الوطنية في عام 1976. ظهر لأول مرة في دوري الدرجة الأولى في دكا مع نادي واري في عام 1975. انضم لاحقًا إلى أكبر نادٍ في بنغلاديش في ذلك الوقت، محمدان إس سي في عام 1977.
بعد تمثيل منتخب بنغلاديش تحت 19 سنة في نسختي 1977 و1978 من بطولة آسيا للشباب، تم ضمه إلى تشكيلة المنتخب الوطني الأول لـدورة الألعاب الآسيوية 1978، في بانكوك. في العام التالي، كان جزءًا من الفريق الذي احتل المركز الثاني في المجموعة في تصفيات كأس آسيا 1980 على أرضه ليتأهل إلى كأس آسيا 1980 في الكويت. في البطولة الرئيسية، شارك مرة واحدة فقط كبديل ضد إيران خلال الهزيمة بنتيجة 7-0.
استمتع علي بأنجح أعوامه في عام 1979، حيث ساعد فريق بي جي إم سي على رفع لقب دوري الدرجة الأولى. خلال الموسم، نالت شراكته في خط الوسط مع ميلون كارماكار باسو إشادة كبيرة كأحد العوامل الرئيسية في نجاح النادي. عمل في النهاية كمدرب لكرة القدم والهوكي لنادي واري من عام 1985 إلى عام 1987 بعد اعتزاله.

### الهوكي
مثل علي جامعة دكا في بطولة الهوكي الوطنية ضمن حصتها الرياضية من عام 1977 إلى عام 1979. كان قد بدأ مسيرته في الهوكي إلى جانب كرة القدم في عام 1974 مع فريق مقاطعة جيسور. في عام 1977، لعب لصالح منتخب بنغلاديش الوطني لهوكي الحقل خلال ثلاث مباريات تجريبية ضد سريلانكا . كان علي أيضًا وصيفًا في البطولة الوطنية مع جيسور في عام 1982. في الدوري المحلي، مثّل فرق نادي واري التي احتلت مركز الوصيف ثلاث مرات في دوري الدرجة الأولى للهوكي.
في عام 1986، انضم إلى معهد بنغلاديش الرياضي التعليمي كمدرب هوكي، وخلال تلك الفترة عمل أيضًا كمدرب لـناحية دكا ومقاطعة باتواخالي في أوقات مختلفة في بطولة الهوكي الوطنية. فاز بالبطولة الوطنية ما مجموعه ثماني عشرة مرة كمدرب وعمل لاحقًا كمدرب رئيسي لقسم الهوكي بأكمله في معهد بنغلاديش الرياضي التعليمي.
في الهوكي المحلي، حقق نجاحًا مع كل من محمدان وأباهاني المحدودة، وفاز بدوري دكا الممتاز للهوكي لعام 2010 مع الأخير. في عام 2005، عمل كمدرب رئيسي لمنتخب ميانمار الوطني للهوكي تحت 21 عامًا لمدة شهرين. تحت إشرافه، تأهل منتخب بنغلاديش الوطني للشباب إلى الألعاب الأولمبية الصيفية للشباب 2014، وقبل ذلك، رفع فريقه من معهد بنغلاديش الرياضي التعليمي لقب بطولة نهرو المرموقة للهوكي في الهند في عام 2005.
كان علي أيضًا عضوًا في اتحاد بنغلاديش للهوكي في عام 2013. عمل كعضو في لجنة التطوير بالاتحاد، ومنسقًا لدورات المدربين، ورئيسًا للجنة التدريب. بالإضافة إلى ذلك، عمل علي كعضو في لجنة التطوير والتعليم وكجزء من لجنة الحوكمة في الاتحاد الآسيوي لهوكي الجليد. في 19 نوفمبر 2017، أنهى مسيرته التي استمرت 31 عامًا كمدرب رئيسي للهوكي في معهد بنغلاديش الرياضي التعليمي.

## الألقاب

### كلاعب كرة قدم
مقاطعة جيسور
- كأس شير البنغال[الإنجليزية]: 1976

فريق بي جي إم سي
- دوري الدرجة الأولى لكرة القدم في دكا[الإنجليزية]: 1979

### كمدرب هوكي
البحرية البنغالية
- بطولة الهوكي بين الخدمات: 1995

محمدان إس سي
- كأس أندية الهوكي: 2003

أباهاني المحدودة دكا
- دوري دكا الممتاز للهوكي: 2010